# Барабаш Олексій
Олекса Барабаш — руський (український) політичний і громадський діяч, депутат 6-го та 8-го скликання Галицького сейму, відомий своєю активною діяльністю у захисті прав руської (української) громади в умовах польської більшості. 
Був дяком, згодом війтом у Старих Богородчанах. Депутат повітової ради у Богородчанах (1874 року). Вихованець Олексія Заклинського. 

## Політична діяльність

### Участь у Галицькому сеймі
Був двічі обраний послом до Галицького сейму від IV курії в окрузі № 29 (Богородчанський повіт):
- 6-го скликання (1889—1895 роки, спочатку входив до складу «Руського клубу», з якого вийшов 1892 року, у 1894—1895 роках — член «Клубу староруської партії)»[1],
- 8-го скликання (1901—1907 роки, входив до складу «Руського соймового клубу»; склав мандат 29 березня 1903 року, повторно обраний 14 червня 1904 року[2]).

У 8-му скликанні Галицького сейму, де серед 161 депутата лише 13 представляли руську громаду, політичні умови для українців були надзвичайно складними. Олекса Барабаш став справжнім голосом своєї громади, виступаючи проти політичного та культурного домінування польської більшості. Особливої уваги заслуговує його боротьба за свободу слова, що виявилася у формі інтерпеляції, ініційованої ним спільно з колегами, з вимогою пояснень уряду щодо конфіскації українських друкованих видань. Він підкреслював, що ці дії є не лише порушенням свободи слова, але й зазіханням на автономні права Галичини. Його рішучість у захисті інтересів громади здобула визнання, що дозволило йому повторно обратися після складання мандату з принципових міркувань.

### Освітня діяльність
Важливу роль у діяльності Барабаша відігравали освітні реформи, які він вважав ключем до збереження ідентичності та забезпечення майбутнього руської громади. Він ініціював фінансування відкриття нових шкіл у віддалених районах, таких як Чорні Ослави, та підтримував збільшення заробітних плат учителям у сільській місцевості. Особливу увагу він приділяв технічній освіті, наголошуючи на її важливості для економічного розвитку регіону. Його освітні ініціативи охоплювали як середні навчальні заклади, так і професійні училища, спрямовані на підготовку кваліфікованих кадрів для сільського господарства та промисловості.

### Соціальні ініціативи
Соціальна активність Барабаша також була різноплановою. Він брав участь у наданні допомоги постраждалим від пожежі у Крихівцях, де понад 47 родин залишилися без житла, забезпечивши виділення коштів для відновлення їхніх осель. Його турбота про медичну сферу проявилася у захисті прав акушерок, для яких він домігся підвищення заробітної плати та покращення умов праці. Він також активно підтримував реформи, спрямовані на підвищення рівня медичного обслуговування в селах, зокрема через розвиток санітарних умов та медичних закладів.

### Інфраструктурні проєкти
Олекса Барабаш значну увагу приділяв покращенню інфраструктури та розвитку економіки регіону. Він ініціював проєкти з регулювання річок Бистриці Солотвинської та Надвірнянської, які щороку завдавали шкоди селам, а також підтримував меліорацію земель для підвищення продуктивності сільського господарства. Крім того, він виступав за завершення будівництва стратегічно важливих доріг, що сприяли економічному сполученню між громадами.

## Оцінка діяльності
Попри своє селянське походження, Барабаш вирізнявся серед депутатів своїм професіоналізмом і стратегічним мисленням. Він брав участь у роботі найважливіших комісій сейму, включаючи фінансову, петиційну та санітарну, демонструючи принципову позицію та вміння відстоювати інтереси громади. Дослідниця Анна Вероніка Вендланд у своїй монографії порівнювала його діяльність із діяльністю інших селянських депутатів, таких як Ковбасюк, підкреслюючи незалежність та професіоналізм Барабаша, який не піддавався зовнішньому впливу.
Олекса Барабаш жив і працював у часи, коли руська громада змушена була боротися за кожен крок своєї автономії. У складних умовах польської домінантності він залишався непохитним захисником прав українців. Його діяльність у політичній, соціальній та освітній сферах є прикладом того, як людина з народу, завдяки наполегливій праці та принциповості, може досягти визнання і стати символом боротьби за права своєї громади.